# Бенлиуре, Хосе
Хосе́ Бенли́уре-и-Хиль (исп. José Benlliure y Gil; 1855, Валенсия — 1937, там же) — испанский художник.

## Биография
Родился в 1855 году в Валенсии. Учился живописи у Франсиско Мартинеса Маркеса. В 1880 году женился на Марии Ортис, сразу после того как начал жить в Риме. С 1903 по 1913 год он был директором испанской Академии художеств. Один из его братьев, Мариано Бенльюре-и-Хиль был скульптором, а другой Хуан Антонио Бенльюре - художником. Был отцом художника Жозепа Бенльюре-и-Ортиса, известного как Пеппино, который родился в Риме в 1884 году.

## Творчество
В течение жизни написал 66 картин. Разрабатывал религиозную тематику в живописи.
Наиболее известные картины:
- «Видение в Колизее» (упоминается в рассказе «Зоэ» русского писателя Александра Амфитеатрова);
- «Борьба гладиаторов в амфитеатре Флавия»;
- «Мариин месяц в Валенсии»;
- «Выход квадрильи тореадора на арену»;
- «Певец легенд»;
- «Римский карнавал»;
- «Возвращение с поля».